# Fernando Santos (Fußballspieler, 1980)
Fernando Santos (* 25. Februar 1980 in Rio de Janeiro) ist ein ehemaliger brasilianischer Fußballspieler, der meist nur Fernando genannt wird.
Der Innenverteidiger stammt aus der Jugendabteilung von Flamengo Rio de Janeiro, wo er im Jahr 2000 auch seine Profikarriere begann.
In der Winterpause der Saison 2003/04 wechselte Fernando zum TSV 1860 München in die deutsche Bundesliga, konnte in seinen zehn Einsätzen den Abstieg der Löwen nicht verhindern. Am Ende der Saison verließ er den Verein wieder und wechselte ablösefrei zu FK Austria Wien.
Doch auch bei den Veilchen blieb der 191 cm große Brasilianer nur eine halbe Saison, ehe er zu seinem Heimatklub Flamengo zurückkehrte. Dort spielte er bis Dezember 2006 und war fortan vereinslos. Im Jahr 2006 gewann er mit dem Team die Copa do Brasil.
In der Saison 2007/08 spielte Fernando für den Bundesliga-Aufsteiger MSV Duisburg. Er unterschrieb dort einen Vier-Jahres-Vertrag. Allerdings erlitt er nach regelmäßigen Einsätzen zu Anfang im Saisonendspurt einen Jochbeinbruch und konnte im Abstiegskampf nicht mehr helfen. Nach 14 Bundesligaspielen und dem Abstieg des Vereins, löste man gegenseitig den auch für die zweite Liga gültigen Vertrag. Von 2008 bis 2011 spielte Fernando bei CR Vasco da Gama. Nach einigen Stationen bei weiteren brasilianischen Klubs beendete er im Jahr 2015 seine Karriere.

## Erfolge
Flamengo
- Copa do Brasil: 2006

Vasco
- Copa do Brasil: 2011